# Xylophanes robinsonii
Espèce
Xylophanes robinsonii est une espèce de lépidoptères de la famille des Sphingidae, de la sous-famille des Macroglossinae, tribu des Macroglossini, sous-tribu des Choerocampina, et du genre Xylophanes.

## Description
L'envergure de l'imago varie autour de 61 mm. L’espèce ressemble à la forme africaine de Theretra monteironis et à  Xylophanes fosteri mais reste de plus petite taille. Les lignes postmédianes sur la face dorsale de l'aile antérieure sont plus nettement dessinées. Le tegula a une ligne médiane vieil or. La face dorsale de l'aile antérieure est semblable à Xylophanes fosteri mais la tache discale n'a pas de tirets plus foncés ou un nuage plus foncé immédiatement autour d'elle. La deuxième ligne postmédiane se dédouble vers la distalité.

## Biologie
Les imagos volent toute l'année.
Les larves se nourrissent sur Psychotria panamensis, Psychotria nervosa et  Pavonia guanacastensis. Les premiers stades sont généralement verts, mais il y a des formes vert sombre dans le stade final.

## Distribution et habitat
Distribution
L'espèce est endémique de Cuba.

## Systématique
L'espèce Xylophanes robinsonii a été décrite par l'entomologiste américain Augustus Radcliffe Grote en 1865, sous le nom initial de Chaerocampa robinsonii.

### Synonymie
- Chaerocampa robinsonii Grote, 1865 Protonyme
- Chaerocampa curvatus Schaufuss, 1870